# Stéphane Montangero
Pour les articles homonymes, voir Montangero.
Stéphane Montangero, né le 17 octobre 1971 à Aigle, est une personnalité politique suisse, membre du parti socialiste suisse.

## Biographie
Stéphane Montangero est né à Aigle, dans le canton de Vaud, de parents enseignants. Il y grandit et y suit sa scolarité obligatoire. Après une maturité latin-grec à Burier, il étudie à Lausanne et possède un Master in Public Administration de l’Institut de hautes études en administration publique.
Au niveau professionnel, il a été Secrétaire général de la Fédération Fourchette verte Suisse d'avril 2009 au 31 mars 2020. Il est membre du Conseil d'administration de la Compagnie Générale de Navigation sur le Léman (CGN) depuis février 2013 en tant que représentant du personnel.
Auparavant, il a notamment été responsable de la communication pour la Suisse romande de l’entreprise informatique bernoise Bedag, directeur de la plateforme d'information politique pour les jeunes younet au début des années 2000,, et collaborateur parlementaire de Michel Béguelin au Conseil des États et Marlyse Dormond au Conseil national.
En 2007, il est nommé parmi les 100 personnalités « qui font la Suisse romande » du Forum des 100.
Amoureux de bande dessinée, il crée et préside l'association des Ami-e-s de BDFIL de juillet 2012 à juin 2019 ; il préside la Fondation lausannoise pour le rayonnement de la bande dessinée chargée du festival BDFIL depuis 1er février 2019.

## Carrière politique
Membre du Comité directeur du Parti socialiste vaudois depuis 2002, il est élu vice-président en 2010, puis président de mars 2014 à avril 2018,.
Sur le plan électoral, après un passage au Conseil communal de Lausanne et à sa commission des finances (1er juillet 2006 - 26 juin 2007), il est élu député au Grand conseil vaudois le 26 juin 2007. Durant la première législature, il est membre des commissions permanentes des affaires judiciaires et de santé publique. Depuis 2012, il est membre de la commission des finances, dont il devient vice-président en 2017, charge qu'il quitte le 15 mars 2020 après son élection au Bureau du Grand Conseil en janvier 2020. Il siège également à la commission de santé publique. Il est l'un des premiers politiciens suisses à s'inquiéter dès 2009 des risques que présentent les boissons énergisantes pour la santé,. 
Il est membre du comité directeur du Parti socialiste suisse de mai 2013 à avril 2018[réf. nécessaire].
Avant son adhésion au Parti socialiste en avril 2000, il est président de la section vaudoise du Nouveau Mouvement Européen Suisse de 1998 à 2002 et membre du comité directeur de Renaissance Suisse Europe 1999-2000.
En 2017, il dépose au Grand Conseil une initiative visant à modifier la loi sur l'assurance-maladie afin que les cantons puissent créer une caisse cantonale. Appuyée en 2019 par le Conseil d'État, l'initiative est adoptée en 2021 par le Grand Conseil et transmise au Parlement fédéral,,.
Candidat au Conseil national pour les élections d’octobre 2019 sur la liste du Parti socialiste vaudois, il annonce le 15 décembre 2020 se mettre à disposition du Parti socialiste d'Aigle, sa ville natale, pour briguer un siège à la Municipalité. Il est brillamment élu le 28 mars 2021, terminant en première position avec 1 156 suffrages. 

## Vie associative
Il est actif depuis de nombreuses années dans le secteur associatif, en particulier dans les organisations à but social ou environnemental[réf. nécessaire].
Après de longues années d’engagement dans le mouvement scout de Suisse, il préside la faîtière suisse des associations de jeunesse (CSAJ) de 2000 à 2003.
Il assure la présidence de la Fondation Mère Sofia de 2003 à 2007. Cette fondation vient en aide aux plus démunis, notamment via la soupe populaire à Lausanne.
Il est vice-président de la section vaudoise du WWF de 2008 à 2012 et co-président d'Avenir sans Nucléaire durant la même période. Il est également porte-parole de la Croix-Rouge vaudoise[réf. nécessaire].
Il préside la section cantonale de l’œuvre suisse d’entraide ouvrière (OSEO Vaud) depuis juin 2018.